# Manastir Slanci
Manastir Slanci je manastir Srpske pravoslavne crkve. Nalazi se pored istoimenog naselja Slanci istočno od Beograda, i pripada Arhiepiskopiji beogradsko-karlovačkoj.
Službeni naziv manastira je Manastir Arhiđakona Stefana u Slancima, prema svecu kojemu je posvećen. Manastir je po jednoj verziji narodne predaje osnovao Sveti Sava početkom 13. stoljeća, dok je po drugoj osnivač manastira kralj Dragutin krajem istog stoljeća. Manastir je posebno oživio u razdoblju srpske despotovine pod despotom Stefanom Lazarevićem i despotom Đurađom Brankovićem, kada se našao u neposrednoj blizini nove prijestolnice, Beograda. Zahvaljujući velikom ktitorstvu despotske kuće Brankovića manastir je promijenio dotadašnju krsnu slavu blagdan prikazanja Blažene djevice Marije i prihvatio novu, Arhiđakona Stefana, slavu porodice Branković, koji se slavi 9. siječnja. Zbog svog značaja u ovom razdoblju manastir Slanci u narodu je nazvan "Velikim manastirom".
Poslije pada Despotovine 1459. godine Slanački manastir je bio opljačkan i razrušen, a monaštvo pobijeno od strane Turaka. Pod turskom je vlašću manastir dijelio sudbinu naroda i više puta je stradao (1690., 1739., 1787.). Međutim, monasi su se uvijek vraćali i manastir je višekratno obnavljan.
Tijekom Prvog srpskog ustanka započeli su prvi radovi na njegovoj obnovi. Međutim, dolaskom na vlast kneza Miloša, nastojalo se pomoći mnogim crkvava i manastirima, ali za oronuo, trošan i napušten manastir u Slancima nije bilo spasa. Tako je 1833. godine manastir srušen, a od danog građevinskog materijala sazidane su crkve u okolnim selima Mirijevu i Velikom Selu. Sve pokretne vrijednosti manastira Slanaca bile su poslije rušenja prenesene u crkvu Velikog Sela, među njima i tri ikone s nedovršenog ikonostasa iz 1812. godine. Lokaciju porušenog manastira narod je ogradio, dok je mjesto Časne trpeze pokrito nadstrešnicom.
1900. godine na mjestu manastira podignuta je kapela, koju je okolno stanovništvo posjećivalo. 1961. započeta je ponovna obnova manastira Slanci od strane tadašnjeg srpskog patrijarha Germana (Đorića). Radovi na izgradnji manastirske crkve završeni su 1971. godine, da bi se radovi nastavili na uređenju konaka i imanja, koji do danas nisu okončani. Manastir je metoh (posjed) Hilandara. Svake nedjelje poslije liturgije svatko može biti na besplatnom ručku. Nakon ručka slijedi duhovna tribina, s uvijek novim predavačima koji su razna duhovna lica, psiholozi, znanstevici...